# Elezioni regionali in Emilia-Romagna del 2010
Le elezioni regionali italiane del 2010 in Emilia-Romagna si sono tenute il 28 e 29 marzo. Hanno visto la vittoria del presidente uscente Vasco Errani, sostenuto dal centro-sinistra, che ha sconfitto Anna Maria Bernini, sostenuta dal centro-destra.

## Risultati
|                                                                 | Vasco Errani (Centro Sinistra per l'Emilia-Romagna) ✔️ Presidente | 1 197 789                                                       | 52,07 | Partito Democratico     | 857 613   | 40,65 | 18 |  |  |
| Italia dei Valori                                               | Vasco Errani (Centro Sinistra per l'Emilia-Romagna) ✔️ Presidente | 1 197 789                                                       | 52,07 | 136 040                 | 6,45      | 2     |    |  |  |
| Federazione della Sinistra                                      | Vasco Errani (Centro Sinistra per l'Emilia-Romagna) ✔️ Presidente | 1 197 789                                                       | 52,07 | 58 943                  | 2,79      | 1     |    |  |  |
| Sinistra Ecologia Libertà - Federazione dei Verdi               | Vasco Errani (Centro Sinistra per l'Emilia-Romagna) ✔️ Presidente | 1 197 789                                                       | 52,07 | 37 698                  | 1,79      | 1     |    |  |  |
| Partito Pensionati                                              | Vasco Errani (Centro Sinistra per l'Emilia-Romagna) ✔️ Presidente | 1 197 789                                                       | 52,07 | 5 310                   | 0,25      | –     |    |  |  |
| Seggi assegnati alla lista regionale                            | Seggi assegnati alla lista regionale                              | Seggi assegnati alla lista regionale                            | 52,07 | 10                      |           |       |    |  |  |
|                                                                 | Anna Maria Bernini (Per l'Emilia-Romagna)                         | 844 915                                                         | 36,73 | Il Popolo della Libertà | 518 108   | 24,56 | 10 |  |  |
| Lega Nord                                                       | Anna Maria Bernini (Per l'Emilia-Romagna)                         | 844 915                                                         | 36,73 | 288 601                 | 13,68     | 4     |    |  |  |
| La Destra - Autonomia per L'Emilia-Romagna                      | Anna Maria Bernini (Per l'Emilia-Romagna)                         | 844 915                                                         | 36,73 | 1 695                   | 0,08      | –     |    |  |  |
| Seggio assegnato al candidato presidente classificatosi secondo | Seggio assegnato al candidato presidente classificatosi secondo   | Seggio assegnato al candidato presidente classificatosi secondo | 36,73 | 1                       |           |       |    |  |  |
|                                                                 | Giovanni Favia                                                    | 161 056                                                         | 7,00  | Movimento 5 Stelle      | 126 619   | 6,00  | 2  |  |  |
|                                                                 | Gian Luca Galletti                                                | 96 625                                                          | 4,20  | Unione di Centro        | 79 244    | 3,76  | 1  |  |  |
| Totale                                                          | Totale                                                            | 2 300 385                                                       | 100   |                         | 2 109 871 | 100   | 50 |  |  |
|                                                                 |                                                                   |                                                                 |       |                         |           |       |    |  |  |
| Schede bianche                                                  | Schede bianche                                                    | 20 173                                                          | 0,86  |                         |           |       |    |  |  |
| Schede nulle                                                    | Schede nulle                                                      | 37 175                                                          | 1,58  |                         |           |       |    |  |  |
| Votanti                                                         | Votanti                                                           | 2 357 733                                                       | 68,07 |                         |           |       |    |  |  |
| Elettori                                                        | Elettori                                                          | 3 463 713                                                       |       |                         |           |       |    |  |  |

- A seguito delle dimissioni anticipate del Presidente Vasco Errani è succeduta alla guida della regione Simonetta Saliera, prima donna a ricoprire tale incarico in Emilia-Romagna (facente funzioni).

## Consiglieri eletti
| Collegio           | Lista                                           | Eletto               |
| ------------------ | ----------------------------------------------- | -------------------- |
| Collegio regionale | Centro Sinistra per l'Emilia-Romagna            | Vasco Errani         |
| Collegio regionale | Centro Sinistra per l'Emilia-Romagna            | Liana Barbati        |
| Collegio regionale | Centro Sinistra per l'Emilia-Romagna            | Stefano Bonaccini    |
| Collegio regionale | Centro Sinistra per l'Emilia-Romagna            | Monica Donini        |
| Collegio regionale | Centro Sinistra per l'Emilia-Romagna            | Marco Monari         |
| Collegio regionale | Centro Sinistra per l'Emilia-Romagna            | Gabriella Meo        |
| Collegio regionale | Centro Sinistra per l'Emilia-Romagna            | Sandro Mandini       |
| Collegio regionale | Centro Sinistra per l'Emilia-Romagna            | Daniela Montani      |
| Collegio regionale | Centro Sinistra per l'Emilia-Romagna            | Thomas Casadei       |
| Collegio regionale | Centro Sinistra per l'Emilia-Romagna            | Rita Moriconi        |
| Collegio regionale | Per l'Emilia-Romagna                            | Anna Maria Bernini   |
| Bologna            | Partito Democratico                             | Maurizio Cevenini    |
| Bologna            | Partito Democratico                             | Anna Pariani         |
| Bologna            | Partito Democratico                             | Paola Marani         |
| Bologna            | Partito Democratico                             | Antonio Mumolo       |
| Bologna            | Il Popolo della Libertà                         | Galeazzo Bignami     |
| Bologna            | Il Popolo della Libertà                         | Alberto Vecchi       |
| Bologna            | Lega Nord                                       | Manes Bernardini     |
| Bologna            | Movimento 5 Stelle                              | Andrea Defranceschi  |
| Bologna            | Italia dei Valori                               | Franco Grillini      |
| Bologna            | Unione di Centro                                | Silvia Noè           |
| Bologna            | Sinistra Ecologia Libertà-Federazione dei Verdi | Gian Guido Naldi     |
| Bologna            | Federazione della Sinistra                      | Roberto Sconciaforni |
| Ferrara            | Partito Democratico                             | Roberto Montanari    |
| Ferrara            | Il Popolo della Libertà                         | Mauro Malaguti       |
| Forlì-Cesena       | Partito Democratico                             | Tiziano Alessandrini |
| Forlì-Cesena       | Partito Democratico                             | Damiano Zoffoli      |
| Forlì-Cesena       | Il Popolo della Libertà                         | Luca Bartolini       |
| Modena             | Partito Democratico                             | Matteo Richetti      |
| Modena             | Partito Democratico                             | Palma Costi          |
| Modena             | Partito Democratico                             | Luciano Vecchi       |
| Modena             | Il Popolo della Libertà                         | Enrico Aimi          |
| Modena             | Lega Nord                                       | Mauro Manfredini     |
| Modena             | Movimento 5 Stelle                              | Giovanni Favia       |
| Parma              | Partito Democratico                             | Roberto Garbi        |
| Parma              | Partito Democratico                             | Gabriele Ferrari     |
| Parma              | Il Popolo della Libertà                         | Luigi Villani        |
| Parma              | Lega Nord                                       | Roberto Corradi      |
| Piacenza           | Partito Democratico                             | Marco Carini         |
| Piacenza           | Il Popolo della Libertà                         | Andrea Pollastri     |
| Piacenza           | Lega Nord                                       | Stefano Cavalli      |
| Ravenna            | Partito Democratico                             | Valdimiro Fiammenghi |
| Ravenna            | Partito Democratico                             | Mario Mazzotti       |
| Ravenna            | Il Popolo della Libertà                         | Gianguido Bazzoni    |
| Reggio Emilia      | Partito Democratico                             | Giuseppe Pagani      |
| Reggio Emilia      | Partito Democratico                             | Roberta Mori         |
| Reggio Emilia      | Il Popolo della Libertà                         | Fabio Filippi        |
| Reggio Emilia      | Italia dei Valori                               | Matteo Riva          |
| Rimini             | Partito Democratico                             | Roberto Piva         |
| Rimini             | Il Popolo della Libertà                         | Marco Lombardi       |